# 10 cm Gebirgshaubitze M99
Le 10 cm Gebirgshaubitze M99 était un obusier de montagne utilisé par l'Autriche-Hongrie pendant la Première Guerre mondiale. Il s'agissait simplement du canon de bronze de l'obusier 10 cm Feldhaubitze M99 (en) monté sur un chariot. Il pouvait être détaché de son chariot afin de transporter seulement le canon à dos d'animal. Comme son jumeau, il lui manquait un système de recul moderne et il était pratiquement obsolète dès son introduction. Relativement peu furent créés car le 10 cm Feldhaubitze M99 (en) était plus facile à déplacer.